# Шильково (Московская область)
Шильково — деревня в Воскресенском муниципальном районе Московской области. Входит в состав городского поселения Хорлово. Население — 33 чел. (2010).

## География
Деревня Шильково расположена в южной части Воскресенского района, примерно в 1,5 км к востоку от города Воскресенска. Высота над уровнем моря 114 м. Рядом с деревней протекает река Медведка. В деревне 1 улица — Девяткиной, приписано 5 СНТ. Ближайшие населённые пункты — деревни Ильино и Перхурово.

## История
В 1926 году деревня являлась центром Шильковского сельсовета Колыберовской волости Коломенского уезда Московской губернии, имелась школа 1-й ступени.
С 1929 года — населённый пункт в составе Воскресенского района Коломенского округа Московской области, с 1930-го, в связи с упразднением округа, — в составе Воскресенского района Московской области.
До муниципальной реформы 2006 года Шильково входило в состав Ёлкинского сельского округа Воскресенского района.

## Население
В 1926 году в деревне проживало 315 человек (140 мужчин, 175 женщин), насчитывалось 62 хозяйства, из которых 61 было крестьянское. По переписи 2002 года — 33 человека (16 мужчин, 17 женщин).
| 1926 | 2002 | 2010 |
| ---- | ---- | ---- |
| 315  | ↘33  | →33  |